# Jean Condom
Pour les articles homonymes, voir Condom.
Pas d'image ? Cliquez ici

a Compétitions nationales et continentales officielles uniquement.

b Matchs officiels uniquement.
Jean Condom, né le 15 août 1960 à Saint-André-de-Seignanx, est un joueur français de rugby à XV, formé au Boucau Tarnos stade, et ayant longtemps occupé le poste de deuxième ligne en sélection nationale, poste où il a été longtemps le plus capé, avant Fabien Pelous, Abdelatif Benazzi et Olivier Brouzet.

## Biographie
Jean Condom est formé et joue au Boucau stade jusqu'à la saison 1985-1986. Alors qu'il est âgé de moins de 20 ans et encore junior, il dispute son premier match avec le club le 5 mai 1979 à l'occasion d'un quart de finale de la coupe nationale (une compétition regroupant les clubs non qualifiés pour les phases finales du championnat). Sa première titularisation en championnat de France intervient la saison suivante pour un déplacement à Dax. En six saisons, le natif de Saint-André-de-Seignanx dispute un total de 116 matchs de championnat avec le club boucalais et inscrit 2 essais.
Par la suite et alors que son club est relégué en division inférieure, il signe au Biarritz olympique dans l'équipe de Serge Blanco où il reste dix années, disputant une finale du challenge Yves du Manoir en 1989 et une finale de championnat de France en 1992.
Il termine ensuite sa carrière de joueur par une dernière saison avec l'Aviron bayonnais en groupe A2 lors de la saison 1996-1997. À sa retraite sportive, il exerce la profession de représentant de commerce et devient membre du comité directeur du Boucau stade.
Il est le seul joueur formé au Boucau stade à devenir international alors qu'il y est licencié. Sa première sélection, dans le XV de France, est contre la Roumanie le 31 octobre 1982. La dernière a lieu le 30 juin 1990 en Australie. Il joue alors au Biarritz olympique. Entre ces deux dates, Condom connaît 61 sélections avec un bilan de 39 victoires, 3 matchs nuls et 19 défaites. Le deuxième ligne dispute également plusieurs rencontres avec les Barbarians français : d'abord en 1983 contre l'Australie, puis en 1986 contre l'Écosse, en 1992 contre l'Afrique du Sud, en 1994 lors d'une tournée en Australie et contre les Barbarians Britanniques.
Le 23 novembre 1983, il est invité avec les Barbarians français pour jouer contre l'Australie à Toulon. Les Baa-Baas s'inclinent 21 à 23. Le 10 mai 1986, il joue de nouveau avec les Barbarians français contre l'Écosse à Agen. Les Baa-Baas l'emportent 32 à 19.
Six ans plus tard, le 31 octobre 1992, il joue de nouveau avec les Barbarians français contre l'Afrique du Sud à Lille. Les Baa-Baas s'imposent 25 à 20.
En 1994, il participe à la tournée des Barbarians français en Australie. Le 26 juin 1994, il retrouve le maillot des Barbarians français contre l'Université de Sydney en Australie. Les Baa-Baas s'imposent 36 à 62. Le 29 juin 1994, il joue contre les Barbarians Australiens au Sydney Cricket Ground. Les Baa-Baas français s'imposent 29 à 20.
Le 6 septembre 1994, il est remplaçant avec les Barbarians français contre les Barbarians au Stade Charlety à Paris. Il remplace en cours de jeu Nick Farr-Jones. Les Baa-Baas s'imposent 35 à 18.
Jean Condom est classé par le Midi olympique parmi les dix meilleurs deuxième ligne de France douze saisons de suite, de 1981 à 1992[réf. nécessaire]. Il est classé premier en 1983, 1984 et 1985 ; deuxième en 1982; quatrième en 1986; sixième en 1989; septième en 1987, 1988 et 1992; huitième en 1990 et dixième en 1981 et 1991[réf. nécessaire].

## Palmarès
Au cours de sa carrière de rugbyman, Jean Condom s'est construit un palmarès honorable tant en club qu'en équipe nationale. En club, il remporte trois fois le Challenge de l'Espérance avec le Boucau stade en 1981, 1983 et 1984. Il dispute également avec le club boucalais une finale de coupe nationale en 1979 et quatre seizièmes de finale du championnat de France en 1980, 1981, 1982 et 1985. Lors de son passage de dix ans avec le Biarritz olympique, il ne remporte aucun titre mais est finaliste du championnat de France en 1992 et du Challenge Yves du Manoir en 1989. Lors de sa dernière année d'activité passée avec l'Avriron bayonnais, il ne récolte aucun trophée.
En équipe nationale, Condom participe à la première coupe du monde en 1987 où la France devient Vice-championne du monde. Il remporte également cinq Tournois dont quatre consécutifs en 1983 (ex æquo avec l'Irlande), 1986 (ex æquo avec l'Écosse), 1987, 1988 (ex æquo avec le pays de Galles) et 1989, réalisant le Grand chelem en 1987.

### Coupe du monde
| Édition                            | Rang      | Résultats France | Résultats J. Condom | Matchs J. Condom |
| ---------------------------------- | --------- | ---------------- | ------------------- | ---------------- |
| Nouvelle-Zélande et Australie 1987 | Finaliste | 4 v, 1 n, 1 d    | 3 v, 1 n, 1 d       | 5/6              |

Légende : v = victoire ; n = match nul ; d = défaite.

#### Tournoi des Cinq Nations
| Édition           | Rang | Résultats France | Résultats J. Condom | Matchs J. Condom |
| ----------------- | ---- | ---------------- | ------------------- | ---------------- |
| Cinq Nations 1983 | 1    | 3 v, 0 n, 1 d    | 3 v, 0 n, 1 d       | 4/4              |
| Cinq Nations 1984 | 2    | 3 v, 0 n, 1 d    | 3 v, 0 n, 1 d       | 4/4              |
| Cinq Nations 1985 | 2    | 2 v, 2 n, 0 d    | 2 v, 2 n, 0 d       | 4/4              |
| Cinq Nations 1986 | 1    | 3 v, 0 n, 1 d    | 3 v, 0 n, 1 d       | 4/4              |
| Cinq Nations 1987 | 1    | 4 v, 0 n, 0 d    | 4 v, 0 n, 0 d       | 4/4              |
| Cinq Nations 1988 | 1    | 3 v, 0 n, 1 d    | 2 v, 0 n, 1 d       | 3/4              |
| Cinq Nations 1989 | 1    | 3 v, 0 n, 1 d    | 3 v, 0 n, 1 d       | 4/4              |
| Cinq Nations 1990 | 3    | 2 v, 0 n, 2 d    | 1 v, 0 n, 0 d       | 1/4              |

Légende : v = victoire ; n = match nul ; d = défaite ; la ligne est en gras quand il y a grand chelem.

## Statistiques en équipe nationale
En huit années, Jean condom dispute 61 matchs avec l'équipe de France mais ne marque aucun point. Il participe notamment à huit Tournois des Cinq/Six Nations et à une coupes du monde,. Il prend également part aux tournées en 1984, 1986 et 1989 en Nouvelle-Zélande, en 1985, 1986 et 1988 en Argentine, et en 1986 et 1990 en Australie.